# Isthmura naucampatepetl
Isthmura naucampatepetl ist ein extrem seltener oder bereits ausgestorbener Salamander aus der Gattung Isthmura innerhalb der Familie der Lungenlosen Salamander. Er ist oder war in der Region des Vulkans Cofre de Perote im mexikanischen Bundesstaat Veracruz endemisch.

## Merkmale
Isthmura naucampatepetl ist nur durch fünf Exemplare bekannt geworden. Davon hat das größte Männchen eine Kopf-Rumpf-Länge von 82,1 mm und das kleinste eine Kopf-Rumpf-Länge von 67,6 mm. Das größte Weibchen weist eine Kopf-Rumpf-Länge von 82,9 mm auf. Die Länge des Schwanzes macht 74 bis 84 Prozent der Kopf-Rumpf-Länge aus. Die Oberseite ist schwarz, die Unterseite ist hellgrau. Der Kopf ist durch zwei hervorstehende rosa Flecken charakterisiert. Auf der Schulter befinden sich zwei rosafarbene Flecken gefolgt von elf Paar cremerosa Rippenflecken und einem auffälligen u-förmigen Fleck der gleichen Farbe über der Brustregion. Der Kopf ist breit. Die lange Schnauze ist weitgehend gerundet. Die Augen sind hervorstehend.

## Lebensraum
Der Lebensraum sind Mischwälder mit Kiefern- und Eichenbeständen sowie reichlicher Grasvegetation in Höhenlagen zwischen 2500 und 3000 m. Der Name Naucampatepetl ist in der Sprache Nahuatl die Bezeichnung für den Cerro Cofre de Perote. Die Typuslokalität liegt in der Umgebung dieses Berges.

## Lebensweise
Über seine Lebensweise ist nur wenig bekannt. Diese Art ist unabhängig von Gewässern, da sie kein aquatiles Kaulquappenstadium durchläuft, sondern eine direkte Entwicklung der Eier stattfindet.

## Status
Die IUCN stuft diese Art in die Kategorie vom Aussterben bedroht (critically endangered) ein. Der letzte Nachweis stammt aus den 1980er-Jahren und trotz intensiver Suchen in den Jahren 2003 und 2004 konnte dieser Salamander nicht mehr wiederentdeckt werden. Der Lebensraum in der Typuslokalität ist durch Rodung, landwirtschaftliche Nutzung (insbesondere Kartoffelanbau) und die Ausweitung menschlicher Siedlungen erheblich in Mitleidenschaft gezogen worden und stark degradiert.